# Miconia willdenowii
Miconia willdenowii är en tvåhjärtbladig växtart som beskrevs av Johann Friedrich Klotzsch och Charles Victor Naudin. Miconia willdenowii ingår i släktet Miconia och familjen Melastomataceae. Inga underarter finns listade i Catalogue of Life.